# Faouzi Bensaïdi
Faouzi Bensaïdi, arab. فوزي بن السعيدي (ur. 14 marca 1967 w Meknesie) – marokański reżyser, scenarzysta i aktor filmowy.
Jego pełnometrażowy debiut reżyserski, Tysiąc miesięcy (2003), miał swoją premierę w sekcji "Un Certain Regard" na 56. MFF w Cannes. Kolejny film, Życie na sprzedaż (2011), został nagrodzony na 62. MFF w Berlinie i został oficjalnym marokańskim kandydatem do Oscara dla najlepszego filmu nieanglojęzycznego.
Inne filmy Bensaïdiego to WWW: wspaniały świat (2006) i Volubilis (2017).
Zasiadał w jury Nagrody im. Luigiego De Laurentiisa na 80. MFF w Wenecji (2023).